# Aire d'attraction de Montpellier
L'aire d'attraction de Montpellier est un zonage d'étude défini par l'Insee pour caractériser l’influence de la commune de Montpellier sur les communes environnantes. Publiée en octobre 2020, elle se substitue à l'aire urbaine de Montpellier, qui comportait 115 communes dans le dernier zonage qui remontait à 2010.

## Définition
L’aire d’attraction d'une ville est composée d’un pôle, défini à partir de critères de population et d’emploi ainsi que d’une couronne constituée des communes dont au moins 15 % des actifs travaillent dans le pôle. Le pôle d’attraction constitue ainsi un point de convergence des déplacements domicile-travail,.

## Type et composition
L'aire d'attraction de Montpellier est une aire inter-départementale qui comporte 161 communes : 146 situées dans l'Hérault et 15 dans le Gard.
Elle est catégorisée dans les aires de 700 000 habitants ou plus (hors Paris), une catégorie qui regroupe 37,5 % de la population d'Occitanie et 1,7 % au niveau national. D'une population de 834 366 habitants et d'une superficie de 2 414 km2, sa densité est de 345,6 habitants au km2 (2022).

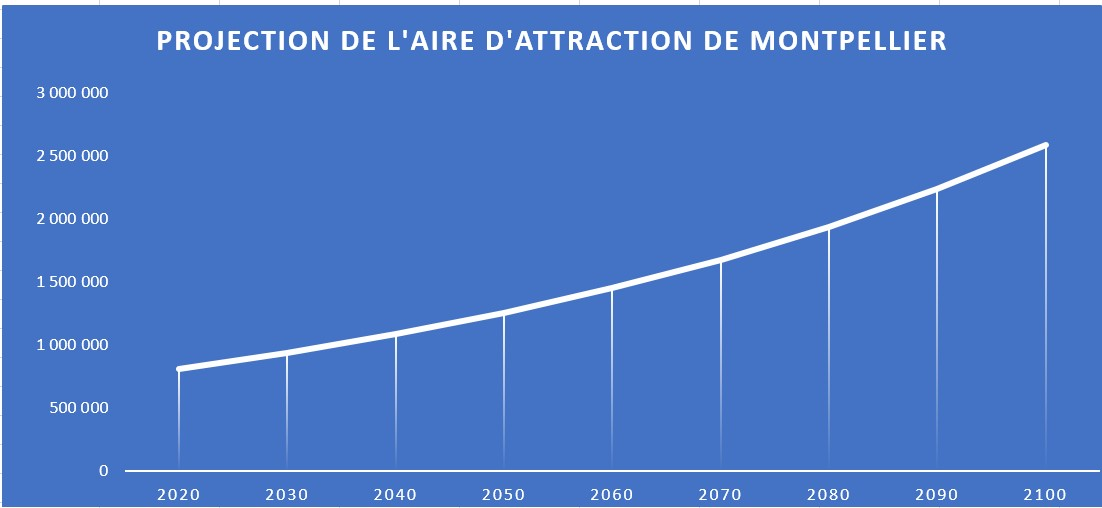
Graphique de projection de population de l'aire d'attraction de Montpellier.

### Carte

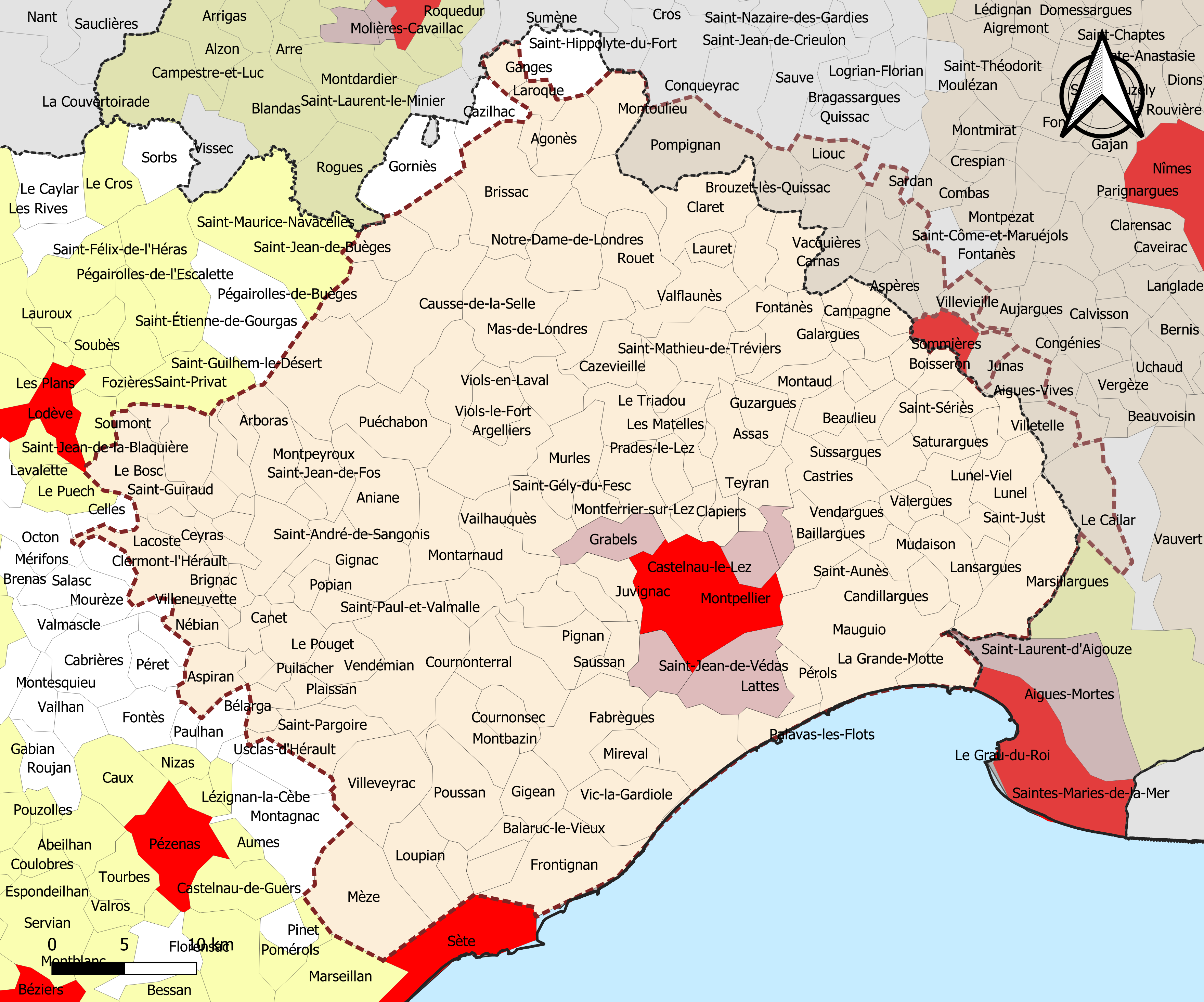
Carte de l'aire d'attraction de Montpellier.
Commune-centre
Commune du pôle principal
Commune de la couronne

### Composition communale
| Catégorie                  | Département | Communes | Communes |
| Catégorie                  | Département | Nombre   | Libellé |
| -------------------------- | ----------- | -------- | --- |
| Commune-centre             | Hérault     | 1        | Montpellier. |
| Communes du pôle principal | Hérault     | 5        | Castelnau-le-Lez, Le Crès, Grabels, Lattes, Saint-Jean-de-Védas. |
| Communes de la couronne    | Hérault     | 140      | Agonès, Aniane, Arboras, Argelliers, Aspiran, Assas, Aumelas, Baillargues, Balaruc-les-Bains, Balaruc-le-Vieux, Beaulieu, Bélarga, Boisseron, La Boissière, Le Bosc, Bouzigues, Brignac, Brissac, Buzignargues, Campagnan, Campagne, Candillargues, Canet, Castries, Causse-de-la-Selle, Cazevieille, Ceyras, Clapiers, Claret, Clermont-l'Hérault, Combaillaux, Cournonsec, Cournonterral, Fabrègues, Ferrières-les-Verreries, Fontanès, Frontignan, Galargues, Ganges, Garrigues, Gigean, Gignac, La Grande-Motte, Guzargues, Jacou, Jonquières, Juvignac, Lacoste, Lagamas, Lansargues, Laroque, Lauret, Lavérune, Loupian, Lunel, Lunel-Viel, Marsillargues, Mas-de-Londres, Les Matelles, Mauguio, Mèze, Mireval, Montarnaud, Montaud, Montbazin, Montferrier-sur-Lez, Montoulieu, Montpeyroux, Mudaison, Murles, Murviel-lès-Montpellier, Nébian, Notre-Dame-de-Londres, Palavas-les-Flots, Pégairolles-de-Buèges, Pérols, Pignan, Plaissan, Popian, Le Pouget, Poussan, Pouzols, Prades-le-Lez, Puéchabon, Puilacher, Restinclières, Rouet, Saint-André-de-Buèges, Saint-André-de-Sangonis, Saint-Aunès, Saint-Bauzille-de-la-Sylve, Saint-Bauzille-de-Montmel, Saint-Bauzille-de-Putois, Saint-Brès, Entre-Vignes, Saint-Clément-de-Rivière, Sainte-Croix-de-Quintillargues, Saint-Drézéry, Saint-Félix-de-Lodez, Saint-Gély-du-Fesc, Saint-Geniès-des-Mourgues, Saint-Georges-d'Orques, Saint-Guilhem-le-Désert, Saint-Guiraud, Saint-Hilaire-de-Beauvoir, Saint-Jean-de-Buèges, Saint-Jean-de-Cornies, Saint-Jean-de-Cuculles, Saint-Jean-de-Fos, Saint-Jean-de-la-Blaquière, Saint-Just, Saint-Martin-de-Londres, Saint-Mathieu-de-Tréviers, Saint-Nazaire-de-Pézan, Saint-Pargoire, Saint-Paul-et-Valmalle, Saint-Saturnin-de-Lucian, Saint-Sériès, Saint-Vincent-de-Barbeyrargues, Saturargues, Saussan, Saussines, Sauteyrargues, Sussargues, Teyran, Tressan, Le Triadou, Usclas-du-Bosc, Vacquières, Vailhauquès, Valergues, Valflaunès, Vendargues, Vendémian, Vic-la-Gardiole, Villeneuve-lès-Maguelone, Villetelle, Villeveyrac, Viols-en-Laval, Viols-le-Fort. |
| Communes de la couronne    | Gard        | 15       | Aimargues, Aspères, Aubais, Brouzet-lès-Quissac, Carnas, Corconne, Gailhan, Gallargues-le-Montueux, Lecques, Liouc, Pompignan, Saint-Clément, Salinelles, Sardan, Villevieille. |